# تو آشو
تو آشو (به لاتین: Töö Ashuu) یک گردنه در قرقیزستان است. تو آشو ۳٬۵۸۶ متر بالاتر از سطح دریا واقع شده‌است.